# Sektoralwährung
Eine Sektoralwährung ist eine Komplementärwährung, die in ihrer Anwendung auf einen Zweck begrenzt ist. Im Vordergrund dieser Konzepte steht die gegenseitige Unterstützung auf Tauschbasis, vor allem in den Bereichen Bildung, Gesundheit und Pflege, aber auch Wirtschaft.
Beim Fureai Kippu, das Anfang der 1990er Jahre für das Gesundheitswesen in Japan entwickelt wurde, werden Betreuungsleistungen ausgetauscht. Hierbei werden nur die aufgewandten Zeiten gegeneinander aufgewogen. Ein Vorteil solch eines Zeitkontos ist, dass es leicht verrechenbar ist und keiner Inflation unterliegt.
Der für den Bildungssektor in Brasilien entwickelte Saber verwendet Bildungsgutscheine, bei der jüngere durch ältere unterrichtet werden. Dieses Modell ist jedoch 1:1 an die Währung gekoppelt und unterliegt damit der Inflation. Es wurde allerdings nicht eingeführt.
Allerdings weisen auch unternehmerische Systeme sektorale Elemente auf. So wird auch der WIR zu den sektoralen Komplementärwährungen gezählt. Dieser wird von der bereits 1934 gegründeten, schweizerischen WIR-Wirtschaftsring Genossenschaft herausgegeben. Zugrunde liegt ein zins- und bargeldloses Verrechnungssystem, das insbesondere in wirtschaftlich schlechten Zeiten in Anspruch genommen werden soll und damit die Inanspruchnahme teurer Kredite vermeidet. Diese Währung ist 1:1 an den Schweizer Franken gekoppelt und unterliegt damit der Inflation. Beteiligt sind 45.000 kleine und mittlere Unternehmen.